# Parapristipoma
Parapristipoma – rodzaj ryb z rodziny luszczowatych.

## Klasyfikacja
Gatunki zaliczane do tego rodzaju:

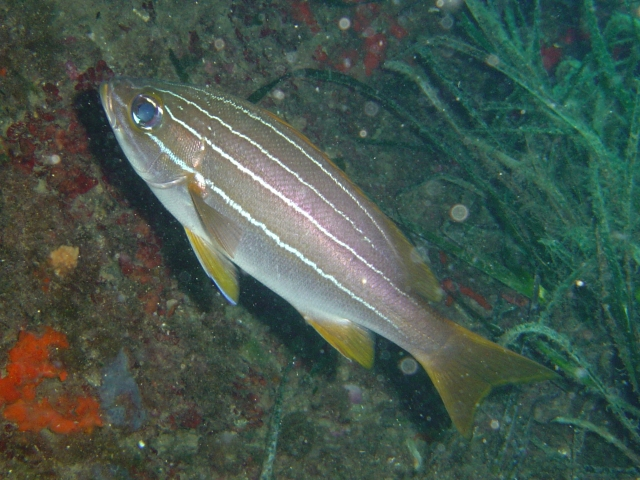
Parapristipoma humile
- Parapristipoma macrops
- Parapristipoma octolineatum
- Parapristipoma trilineatum

- Parapristipoma octolineatum